# Atto Melani
Atto Melani, italijanski skladatelj, pevec in diplomat * 30. marec 1626, Pistoia (Toskana), † 4. januar 1714, Pariz, Francosko kraljestvo. Veljal je za vplivnega diplomata in vohuna, predvsem pa skladatelja in pevca, ki je deloval v glasbenem baroku.

## Življenjepis

### Kdo so biliskopljenci?
Atto Melani, več njegovih bratov in sorodnikov, so bili skopljenci ali kastrati. 
Kdo so bili torej skopljenci? To so bili navadno mladeniči, ki so jim vzeli moškost. Redno so bili to vojni ujetniki ali pa tudi domačini, ki so jih v to prisilili njihovi gospodarji; včasih so revni starši zaradi dobička prodali svoje fante kot skopljence bogatim gospodarjem; nekateri pa so se na ta korak odločili prostovoljno – zlasti pevci, da bi ohranili lep mladeniški glas in tako postal slavni. To je bilo vsekakor tvegano početje, saj skopljenje nikakor ni jamčilo, da bo glas res ostal ali postal lepši tudi pozneje. Nekateri pa so to storili iz višjih nagibov, da bi se lažje ustavljali nasladam. 
Skopljence so imeli na Kitajskem vse do konca cesarstva: za varuhe haremov, pa tudi za visoke uradniške službe; nekateri od njih so imeli celo večjo oblast od cesarske.
Pri muslimanih so varuhe haremov, tj. zaporov za sultanove priležnice, skopili; podobno je bilo tudi na Kitajskem. Imenovali so jih evnuhe ali skopljence. Skopljenci pa se pojavljajo tudi po takratni Evropi. Znani so bili v Rimskem kot tudi v Bizantinskem cesarstvu. V Otomanskem cesarstvu so nekateri skopljenci dosegli velik vpliv; izkoriščali pa so skopljence vse do njegovega propada.
V baročnem času so med drugim zelo cenili lepo igranje in petje. Nekatere dečke, ki so imelo izredno lep glas, so dali skopiti, da bi s puberteto ne mutirali; tako so z odraščanjem in vajo dobili posebno lep glas, za katerega so pisali skladatelji čisto posebne vloge. Temu je napravil konec Leon XIII. , ki je takoj po nastopu službe prepovedal dečke-pevce (=pueri-cantores) skopiti.
Nekatere baročne opera so imele za skopljence zaradi njihovega posebnega glasu, ki je zajemal več oktav, posebne vloge. Tako je bilo na primer pri Cestijevi šesturni operi L'Argia, ki so jo jo premierno izvajali v čast sprejema švedske kraljice Kristine v Inomostu v polnost vesoljnega krščanstva 3. novembra leta 1655. Na novo so to šesturno mojstrovino zopet postavili na oder na Insbruškem festivalu zgodnje glasbe (Innsbrucker Festwochen der Alten Musik) 1996.

### Melanijeva mladost in družina
Atto Melani se je rodil v toskanski Pistoji. Služboval pa je največ v Francoskem kraljestvu pri kralju Ludviku XIV. – in je tudi umrl v glavnem mestu Parizu 4. januarja 1714. Melani je bil znamenit italijanski operni pevec-skopljenec, skladatelj, pa tudi vešč diplomat in vohun.
Atto Melani se je torej rodil 30. marca 1626 v Pistoji, 30 km vzhodno od glavnega mesta pokrajine Toskana - Firenc, v SZ Italiji, kot tretji od sedmerih sinov krajevnemu zvonarju in pismonošu. Njegov oče je dal skopiti kar štiri sinove, da bi lažje dobili službo kot pevci s posebno lepim glasom, ki zaradi tega ni mutiral. Tudi Atto je izgubil moškost že v letih doraščanja, tako kot trije njegovi bratje in dva nečaka. Njegova brata Aleksander in Jakob sta tudi postal slavna pevca in skladatelja.
Nimamo sicer podatkov o njegovem usposabljanju, vendar so mu najverjetneje nudili izobrazbo tamkajšnji redovniki. Njegov oče je bil Domenico Melani, mati pa Camilla r. Giovannelli; kot zvonar in pismonoša, je bil oče uslužbenec pistojskega škofa Aleksandra del Caccia Z desetimi leti je deček že pel v stolnem zboru, kjer se je glasbeno izobraževal pod pokroviteljstvom stolnega organista Pompea Manzinija - in je tam pel vse do svojega sedemnajstega leta.
Atto je zaradi izredno lepega glasu, opazne premetenosti in uglajenega vedenja kmalu pritegnil pozornost in podporo toskanskega nadvojvoda Matjaža Medičejca, ki je tudi sicer podpiral vsakovrstno umetnost. Ko so odprli Teatro Novo v |Benetkah, je kot petnajstletnik sodeloval 1641 v Sacratijevem delu La finta pazza; naslednje leto pa na pustovanju v njegovem  Bellerofontu. 1644 ga najdemo v Florenci kot tudi v Rimu.

### Slavnipevecindiplomat
Melani je hitro zaslovel; kljub temu ali pa ravno zato, ker so krožile neverjetne govorice, češ da je njegov čudovit glas posledica kačjega pika. Njegova najslavnejša odrska vloga je bila v osebi čudežnega antičnega pevce Orfeja v istoimeni Rossijevi operi Orfej, ki je bila premierno uprizorjena 2. marca 1647. To je bila baročno veličastna šest ur trajajoča opera v treh dejanjih, s predgovorom in pogovorom. Libreto je napisal Francesco Buti na temelju starogrškega mita o Orfeju in Evridiki.  Igrali so jo v Théâtre du Palais-Royal v Parizu; v glavni vlogi seveda on kot sopran, poleg njega pa je nastopal še njegov brat Jakob v vlogi Jupitra kot tenor – vsega skupaj je sodelovalo kar 200 oseb!
Njegov uspeh ga je zadržal v Franciji in na dvoru mladoletnega Ludvika XIV., kjer je ostal kot dar Medičejcev zaljubljenki v opero – kraljici Ani. 
Kardinal Mazarin ga je nato uvedel v svet vohunjenja, kjer je Melani prav tako hitro napredoval kot v glasbi; Atto se je namreč lahko pod okriljem svojega petja skrivaj gibal po evropskih državah. Koncerte na različnih dvorih je izkoristil za pošiljanje sporočil in odkrivanje skrivnosti. Ko je izbruhnila vstaja Fronda , tj. odpor in upor proti vladi in uvajanju italijanske umetnosti Ane Avstrijske ter absolutizmu Mazarina v Franciji med mladoletnostjo Ludvika XIV. od 1648 do 1651, je moral 1649 Melani pobegniti iz Pariza in se vrniti v Italijo. 
Tam se je mudil v Firencah, Mantovi in Modeni, kasneje pa tudi v Innsbrucku in Regensburgu. Gotovo bi bil tudi on pel v Inomostu, če ne bi zaradi sovražnega ozračja med pevci moral oditi.
1657 ga je Mazarin poslal na Bavarsko, da bi prepričal volilnega kneza Ferdinanda, prijatelja in zaveznika Francije, naj kandidira za svetorimskega cesarja. Čeprav podjetje v končnici ni uspelo, je Mazarin vendarle spoznal Melanijeve diplomatske sposobnosti in ga je vedno bolj upošteval.

### Smrti njegovih prijateljev
Mazarinova smrt  9. marca 1661 je bila usodna za Melanijevo prihodnost. Še posebej škodljiva je bila njegova bližina finančnemu nadzorniku Fouquetu, ki so ga aretirali in zaprli. Kralj Ludvik je Atta spoznal že v povojih in mu je zato zaupal; ko pa je odkril, da je Melani prepisal njegova pisma Fouquetu, se je odločil, da ga bo javno izgnal. Obstaja tudi nekaj namigov, da je mož Hortense uspel prepričati Ludvika, da Melanija mora izgnati očitno zaradi suma, češ da je imel le-ta spotakljivo zvezo z njegovo ženo Anamarijo Mancinijevo 
Melani je odšel iz Francije v Rim, kjer je preživel naslednjih 15 let. Vstopil je v službo kardinala Rospigliosija, ki je bil rodom prav tako iz Pistoje. Še naprej je užival naklonjenost Marije Mancinijeve, ki je bila prav tako nečakinja kardinala Mazarina; z njo si je dopisoval čez štirideset let.
Po smrti papeža Aleksandra VII. se je Melanijev zavetnik Rospigliosi povzpel na papeški prestol kot Klemen IX.. Melani je sodeloval v konklavu kot pomočnik; ni sicer znano, ali je imel kakšno vlogo pri vplivanju na volitve. Kljub temu je kralj Ludvik bil z izidom volitev tako zadovoljen, da je preklical prepoved za Melanija; podelil mu je cello naziv opata z lepimi letnimi dohodki.

## Dela
Pisateljski zakonski par Monaldi & Sorti je odkril, uredil in dal izdati doslej neznan Melanijev spis v zvezi s konklavom, ki ga je poslal svojčas Ludviku XIV. kot zaupno poročilo z naslovom: 
- Gli intrighi dei Cardinali e la potenza dello Spirito Santo svelati dall'abate Atto Melani. Spis je izšel pri založbi Baldini & Castoldi leta 2016. (saggio, autore Atto Melani, edizione a cura di Monaldi & Sorti) [19] [20] [21]

- Izšla je tudi knjiga o Melanijevih zamislih v angleščini: [22].

Atto Melani je zapustil kot skladatelj 14 samospevov in en dvospev.

## Smrt in spomin

### Vrnitev v Francijo
1668 je Atto zadnjič javno nastopal v Palazzo Colonna. Nato se je popolnoma posvetil diplomaciji. Napisal je nekaj knjig o Rimu, svetoval francoskemu kralju, posredoval pri nemških knezih, kakor tudi v pogostih sporih med italijanskimi državicami. 

### Smrt
Umrl je 4. januarja 1714 v Parizu, star skoraj 88 let. 
Oporočno je zapustil precejšnje premoženje: poleg pomembnih zneskov na bančnih računih in bogatih stavb in skladišč v Italiji in Franciji je zapustil tudi veliko knjižnico.
Njegovo dopisovanje s pomembnimi sodobniki v 108 zvezkih velja – razen kazala – za izgubljeno.

### V družbenihobčilih
Melani je postal glavni junak v celi vrsti zgodovinsko-domišljijskih povesti, ki jih pišeta zakonca Rita Monaldi in Francesco Sorti, začenši z Imprimaturjem,  ter nadaljujoč s  Secretumom, Veritasom in Mysteriumom. 
Zadnja leta sta ta izredno plodovita italijanska avtorja, oba zaljubljenca v barok in zgodovino, objavila nekaj Melanijevih izvirnih pisem, med drugimi tudi pismo Ludviku XIV.

#### Pisatelja predstavita glavnega junaka
Ob predstavitev svojega zgodovinsko-domišljijskega romana “Secretum” 2008 sta zakonca Rita Monaldi in Francesco Sorti takole predstavila glavnega junaka nekaterih svojih romanov – Imprimatur, Secretum in Veritas – dotlej širšemu občinstvu popolnoma neznanega Melanija:
| Hrvaški prevod italijanskega izvirnika | Slovenski prevod |
| --- | --- |
| Riječ je o političkom trileru utemeljenom na istraživanju povijesnih činjenica razdoblja baroka, a radnja je smještena u 1700. godinu u vrijeme Rata za španjolsko naslijeđe i smrti pape Inocenta XI. U tim okolnostima igru vodi najzanimljiviji špijun baroka, opat Atto Melani. „Melanija je zapravo pronašao Francesco. Osamdesetih godina je pisao diplomski rad o ulozi obitelji Melani u povijesti glazbe i poželio napisati suvremeni roman te tematike s baroknim prizvucima. Tad se nismo ni znali, no otkrili smo zajedničku strast prema baroku“, ističe autorica. Atto Melani je operni pjevač kastrat, špijun, diplomat i pisac, „on je spoj dviju duša, duše muškarca i duše žene, kao kastrat idealan je za par pisaca“, zaključila je Monaldi. | Tu gre za politični triler, ki temelji na raziskavi zgodovinskih dejstev iz obdobja baroka, a dogajanje je postavljeno v leto 1700, v čas Španske nasledstvene vojne in smrti papeža Inocenca XII. . V teh okoliščinah igro vodi najzanimivejši vohun baroka, opat Atto Melani. »Melanija je pravzaprav našel Francesco. Osemdesetih let (dvajsetega stoletja) je pisal diplomsko delo o vlogi družine Melani v zgodovini glasbe in si je zaželel napisati sodoben roman s to tematiko z baročnimi prizvoki. Tedaj se nisva niti poznala; odkrila pa sva skupno strast do baroka«, poudarja avtorica. Atto Melani je operni pevec skopljenec, vohun, diplomat in pisatelj, »on je spoj dveh duš, duše moškega in duše ženske; kot skopljenec je idealen za pisateljski par,“ je sklenila Monaldijeva. |

Taisti Melani nastopa kot glavni junak tudi v desetletje pozneje izašli knjigi istih avtorjev s skrivnostnim naslovom: Mysterium.